# Recopa aràbiga de futbol

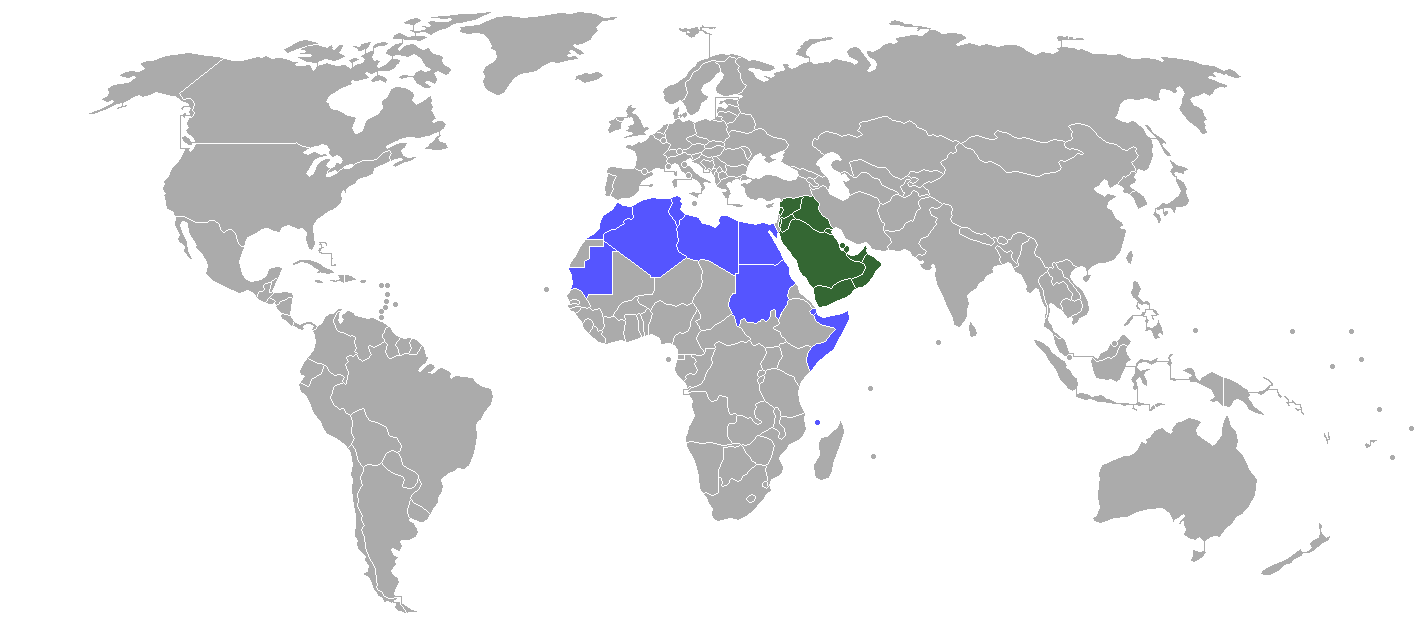
Membres de la UAFA.

La Recopa aràbiga de futbol (en àrab: بطولة الأندية العربية لأبطال الكؤوس) fou una competició de futbol que enfrontava als clubs campions de les Copes dels diversos països àrabs. S'inicià l'any 1989 i desaparegué l'any 2002 quan es fusionà amb la Copa de Clubs Campions àrabs per formar el Torneig del Príncep Faysal bin Fahad per a clubs àrabs.

## Historial
| Temporada | Campió               | Marcador      | Finalista         |
| --------- | -------------------- | ------------- | ----------------- |
| 1989-90   | Stade Tunisien       | 0-0 (6-5 p)   | Al-Kuwait         |
| 1990-91   | no es disputà        | no es disputà | no es disputà     |
| 1991-92   | Olympique Casablanca | 1-0           | Al-Mokaoulun      |
| 1992-93   | Olympique Casablanca | 2-0 (prò.)    | Al Sadd           |
| 1993-94   | Olympique Casablanca | 1-0           | Al-Qadsia         |
| 1994-95   | Al-Ahly              | 1-0           | Al-Shabab         |
| 1995-96   | Club Africain        | 1-0 (prò.)    | Étoile Sahel      |
| 1996-97   | OC Khouribga         | 3-1           | Al-Faysali        |
| 1997-98   | MC Oran              | 2-0           | Al-Shabab         |
| 1998-99   | MC Oran              | 2-1           | Al-Jaish          |
| 1999-00   | Al-Ittihad           | 2-0           | Al-Jaish          |
| 2000-01   | Al-Hilal Al-Riyad    | 2-1 (prò.)    | Al-Nasr           |
| 2001-02   | Stade Tunisien       | 3-1           | Al-Hilal Omdurman |